# Маэстро
Маэ́стро (итал. maestro — «мастер», от лат. magistrum, magister — «начальник, глава; учитель», однокоренное с лат. magnus — «большой, великий; старый», ср. др.-греч. μεγας — «большой, великий») — неофициальное почётное именование выдающихся деятелей в различных областях искусства (чаще — музыкантов: композиторов, дирижёров, исполнителей), а также мастеров шахматной игры и ювелирного искусства.
- В конце XIX века во Франции и Германии — общепринятое почётное название по преимуществу музыкантов-композиторов, в Италии — композитора, капельмейстера, музыканта-педагога:
  - Maestri secolari (итал.) — инструментальные учителя в консерватории,
  - Maestro di capella (итал.) — капельмейстер.
- Маэстро — неофициальное название шахматистов, шахматных мастеров, добившихся международного признания.